# Bata, Burgas
Bata (în bulgară Бата) este un sat în comuna Pomorie, regiunea Burgas,  Bulgaria. 

## Demografie
Componența etnică a satului Bata
     Bulgari (32,05%)
     Romi (18,17%)
     Turci (6,89%)
     Nicio identificare (42,88%)
La recensământul din 2011, populația satului Bata era de 1.117 locuitori. Nu există o etnie majoritară, locuitorii fiind bulgari (32,05%), romi (18,17%) și turci (6,89%). Pentru 42,88% din locuitori nu este cunoscută apartenența etnică.